# Pforzen
Pforzen é um município da Alemanha, situado no distrito da Algóvia Oriental, no estado da Baviera. Tem 23,69 km² de área, e sua população em 2019 foi estimada em 2 321 habitantes.